# لشکر ۳۸ پیاده‌نظام لهستان
لشکر ۳۸ پیاده‌نظام لهستان (ذخیره) واحدی از نیروی زمینی لهستان بود که از ادغام یگان‌های سپاه حفاظت مرزی با هدف حمایت از فعالیت‌های سپاه کراکوف و سپاه کارپاتی در مرزهای جنوبی لهستان به فرماندهی آلویزی ویرکوناس تشکیل شد.
با آغاز تهاجم آلمان به لهستان در سال ۱۹۳۹ لشکر ۳۸ در روز ۹ سپتامبر با بسیج نیروها تشکیل شد و دو روز بعد به سپاه کارپاتی منتقل گشت. در آنجا این لشکر همراه با باقی سپاه عملیات عقب‌نشینی به سمت سرپل رومانی را آغاز کرد اما در ۱۷ سپتامبر به محاصره نیروهای آلمانی درآمد. عمده توان این لشکر برای شکست محاصره از میان رفت و تنها نیروهای اندکی توانستند خود را به شهر محاصره شده لووف برسانند.